# روباه (فیلم ۱۹۲۱)
«روباه» (انگلیسی: The Fox (1921 film)) فیلمی در ژانر وسترن است که در سال ۱۹۲۱ منتشر شد. از بازیگران آن می‌توان به هری کری، گرترود کلیر، آلن هیل، جرج نیکولز، بتی راس کلارک و گرترود اولمستد اشاره کرد.